# Alyxia lamii
Alyxia lamii är en oleanderväxtart som beskrevs av Markgraf. Alyxia lamii ingår i släktet Alyxia och familjen oleanderväxter. Inga underarter finns listade i Catalogue of Life.